# Michiaki Kakimoto
Michiaki Kakimoto (柿本 倫明 Kakimoto Michiaki?), född 6 oktober 1977 i Fukuoka prefektur, är en japansk före detta fotbollsspelare.
Kakimoto började sin karriär 2000 i Avispa Fukuoka. Efter Avispa Fukuoka spelade han för Clementi Khalsa, Oita Trinita, Shonan Bellmare, Cerezo Osaka och Matsumoto Yamaga FC. Han avslutade karriären 2010.